# Danka-System

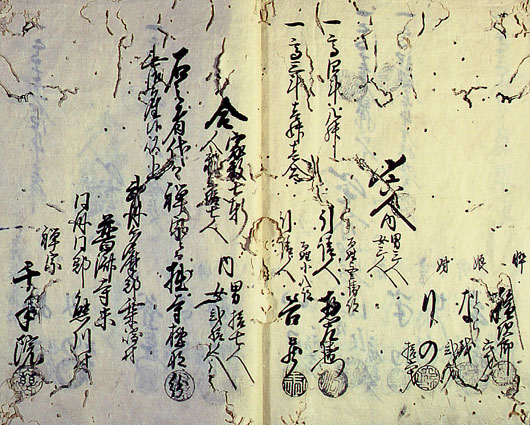
Das shūmon ninbetsu aratamechō, oder danka-Register, des Dorfes Kumagawa (Fussa City Museum).

Im Danka-System (japanisch 檀家制度, danka seido), auch bekannt als Jidan-System (寺檀制度 jidan seido), unterstützten Haushalte (die danka) in Japan den örtlichen buddhistischen Tempel finanziell. Im Austausch dafür gewährte der jeweilige Tempel Unterstützung in spiritueller Hinsicht.
Auch wenn dieses System bereits seit der Heian-Zeit bekannt war, so wurde seine repressive Seite erst während des Tokugawa-Regimes der Edo-Zeit vollends genutzt. In dieser Zeit wurde die Registrierung eines jeden Haushalts bei einem buddhistischen Tempel verpflichtend. Vergleichbar mit einem Einwohnermeldeamt diente dies zum einen der Kontrolle der Bevölkerung, zum anderen sollte damit eine Ausbreitung des Christentums in Japan verhindert werden. Quasi als eine Bescheinigung für die Registrierung wurden sogenannte Terauke (寺請) ausgestellt, die somit auch als Beweis dienten, dass der betreffende Bürger kein Christ war. Aus diesem Grund wird dieses Verfahren auch als Terauke-System (寺請制度, terauke seido) bezeichnet, da der Tempel (tera) die Bescheinigung (uke) ausstellte. Die Terauke wurden von den lokalen Behörden im „Register der Religionszugehörigkeit“ (宗門人別改帳 shūmon ninbetsu aratamechō) gesammelt, wobei dem System eine eigene Behörde (宗門改役 shūmon aratame yaku) mit dem Kommissar für religiöse Fragen (宗門奉行 shūmon bugyō) vorstand.
Dieses verpflichtende System wurde zwar nach dem Ende des Zweiten Weltkrieges abgeschafft, dennoch blieb es auf freiwilliger Basis bis heute bestehen und stellt für die jeweiligen Tempel einen wichtigen Teil der finanziellen Absicherung dar.